# Poldergraslanden tussen Klemskerke en Vlissegem
De Poldergraslanden tussen Klemskerke en Vlissegem vormen een natuurgebied in de West-Vlaamse gemeente De Haan, gelegen tussen Klemskerke en Vlissegem.
Het betreft een aantal gebieden van in totaal 68 ha, behorend tot het West-Vlaams polderlandschap, beheerd door het Agentschap Natuur en Bos. Het betreft kamgraslanden, zilte weilanden, natte weilanden en dergelijke, dit alles doorsneden door een netwerk van slootjes. Hier en daar is reliëf ontstaan door de aanleg van bunkers tijdens de Tweede Wereldoorlog. Het gebied is ontstaan nadat een deel van het polderland van weide- in akkerland werd omgezet tijdens een ruilverkaveling. Diverse weide- en watervogels zoals grutto, slobeend en bergeend komen hier voor, en in de winter zijn er veel ganzen te zien.